# 만정헌
만정헌(晩亭軒)은 울산광역시 울주군 상북면에 있는 조선시대에 세운 경주 김씨의 정각이다. 1997년 10월 9일 울산광역시의 문화재자료 제2호로 지정되었다.

## 개요
만정헌은 약 500여년전 현감벼슬을 지냈던 김자간이 경주에서 울산 명촌리에 들어와 자리를 잡으면서 세운 경주 김씨의 정각이다.
현재 건물은 약 200여년 전에 고쳐 지은 것으로 1칸이던 온돌방을 2칸으로 늘려 지었다.
규모는 앞면이 3칸인데 비해 옆면은 왼쪽이 3칸·오른쪽이 2칸으로 되어 있다. 지붕은 옆면에서 볼 때 여덟 팔(八)자 모양인 팔작지붕이다. 앞면에는 ‘명헌’이라는 현판이 걸려 있으며, 둥근기둥(두리기둥)에 싸리나무를 사용한 것이 특징이다.
약 500여년의 전통을 지닌 만정헌은 울산에서 가장 오래된 건축문화재로, 지붕 처마의 날렵하게 치켜 올라간 곡선이 한국 건축의 아름다움을 잘 나타내고 있다.

## 참고 자료
- 만정헌 - 국가유산청 국가유산포털